# Pravastatina

Pravastatina (comercializado como Pravachol ou Selektine) é um fármaco membro da classe das estatinas, usado para reduzir o colesterol no sangue e prevenir doenças cardiovasculares. Inicialmente conhecido como CS-514, que foi identificada em uma bactéria chamada Nocardia autotrophica por pesquisadores da Sankyo Pharma Inc. Actualmente, é comercializado fora do Japão pela empresa farmacêutica Bristol-Myers Squibb.
A FDA aprovou a pravastatina genérica para venda nos Estados Unidos pela primeira vez em 24 de abril de 2006. A pravastatina sódica comprimidos genéricos (10 mg, 20 mg e 40 mg) são fabricados por Teva Pharmaceuticals em Kfar Sava, Israel.

## Interações
A pravastatina interage com a paroxetina elevando o nível de açúcar no sangue.